# Canizie
La canizie o incanutimento è un fenomeno che consiste nella perdita di colore dei capelli e dei peli del corpo. È dovuta ad una ridotta produzione di pigmento che generalmente si ha con l'invecchiamento.

## Descrizione

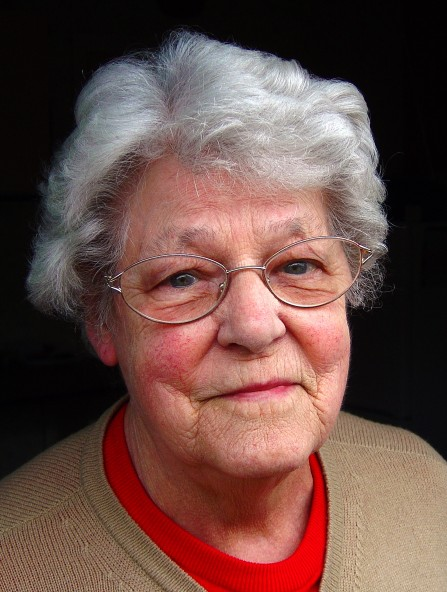
Donna con i capelli bianchi

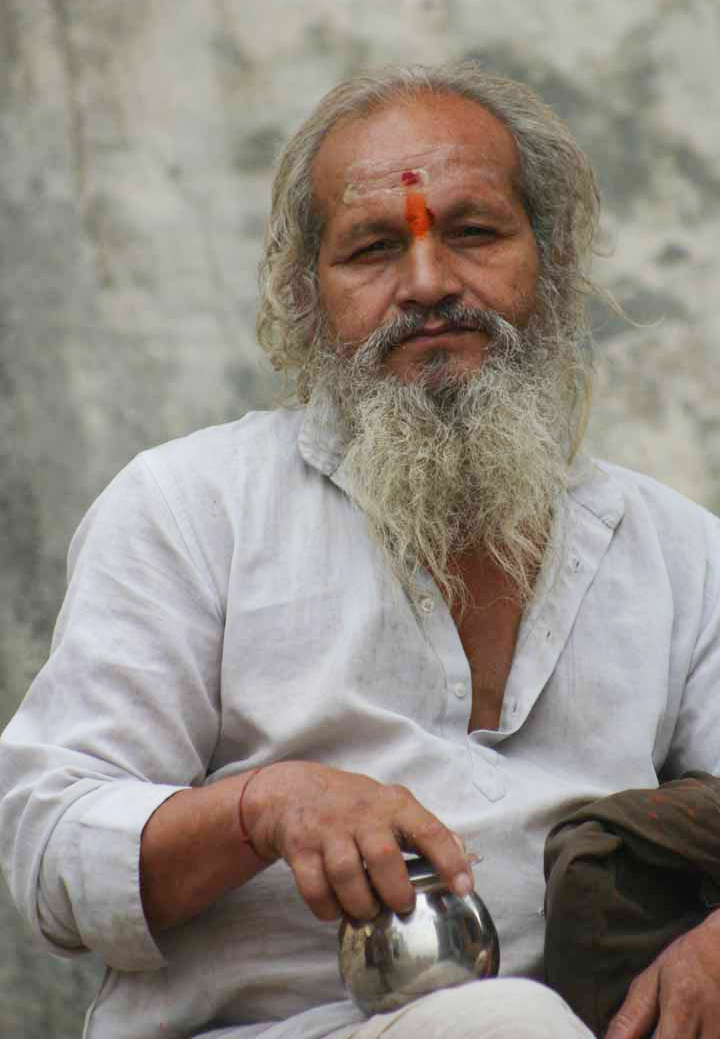
Uomo con barba e capelli quasi del tutto bianchi

La canizie non è un fenomeno patologico ma fisiologico, avviene cioè normalmente con l'avanzare dell'età; l'età media di insorgenza della canizie è di 34 anni nelle persone di etnie caucasiche e di circa 44 anni nelle persone di etnia non caucasica. Si presenta come una graduale perdita del colore dei capelli che con il tempo si schiariscono fino a diventare bianchi. Questa decolorazione ha inizio solitamente nella zona delle tempie (soprattutto nei maschi) e si estende a tutto il cranio fino a raggiungere per ultima la parte occipitale. I peli del tronco e negli uomini della barba ne sono interessati successivamente mentre in genere i peli ascellari e pubici perdono colore solo in età molto tarda.
È comune in età avanzata tant'è che è considerata un normale segno di invecchiamento ma può insorgere anche in soggetti giovani; in questi casi è definita canizie precoce. Sebbene l'età a cui compare possa variare notevolmente da individuo a individuo si è osservato che è più comune a partire dal quarto decennio di vita nelle popolazioni europoidi e dal quinto decennio in quelle negroidi. La canizie precoce può insorgere già prima del terzo decennio di vita nei bianchi e prima del quarto nei neri.

## Cause
La colorazione grigia e successivamente bianca dei peli è dovuta alla mancata produzione di pigmenti e alla comparsa di microscopiche bolle d'aria tra le cellule che li compongono.
Uno dei pigmenti a cui si deve la colorazione di peli e capelli è la melanina, che viene prodotta da cellule specializzate dette melanociti presenti nell'epidermide (più precisamente nella lamina basale) e nei follicoli piliferi. I melanociti producono delle particolari strutture chiamate melanosomi che contengono la melanina. La forma ramificata dei melanociti consente ai melanosomi di essere ceduti alle cellule del bulbo pilifero e da lì di passare allo strato corticale del pelo, conferendogli la colorazione. La canizie è la conseguenza di una ridotta produzione di melanina che può essere dovuta ad una diminuzione della sintesi del pigmento o ad una diminuzione del numero dei melanociti stessi.
La canizie precoce può avere diverse cause sia congenite che acquisite. Tra quelle congenite, che nella maggior parte dei casi sono ereditarie, rientrano diverse patologie e sindromi come fenilchetonuria, sindrome di Menkes, istidinemia, omocistinuria, sclerosi tuberosa, ipomelanosi di Ito, sindrome di Werner, progeria, sindrome di Rothmund-Thomson, atassia-teleangectasia, sindrome di Book, sindrome di De Toni-Fanconi-Debré, albinismo e piebaldismo. Tra le cause acquisite vi sono ipotiroidismo, malnutrizione, bassi livelli di sideremia, vitiligine e uso di certi farmaci tra cui neurolettici e clorochina.